# Кастель-Сан-Джорджо
Кастель-Сан-Джорджо (итал. Castel San Giorgio) — город в Италии, располагается в регионе Кампания, в провинции Салерно.
Население составляет 12 635 человек, плотность населения составляет 972 чел./км². Занимает площадь 13 км². Почтовый индекс — 84083. Телефонный код — 081.
Покровителем населённого пункта считается святой Рох. Праздник ежегодно празднуется 16 августа.